# Seeburger
 (janvier 2024).
 (juillet 2024).
Seeburger est une entreprise allemande de logiciel.
Seeburger a été créée en 1986 à Bretten pour fournir des solutions d'intégration à l'industrie automobile. Aujourd'hui, il sert plus de 10.000 clients dans plus de 50 pays et plus de 15 secteurs d'activité avec sa B2B Gateway (passerelle B2B) et d'autres produits et services complémentaires.

## Historique
- 1986 Lancement commercial de la solution EDI la plus vendue dans le secteur automobile.
- 1993 Extension de la solution EDI à d'autres secteurs d'activité.
- 1995 Première entreprise au monde à recevoir la certification SAP R/3 Rel. 3.x. (1998 pour SAP R/3 Rel. 4.x.).
- 1997 Début de l'internationalisation afin d'offrir un support client mondial.
- 1999 Seeburger est le leader européen des échanges de données informatisés (EDI/EDIFACT).
- 2001 Positionnement réussi comme fournisseur de solutions d'intégration Business-to-Business.
- 2003 Renforcement du partenariat avec SAP.
- 2004 Extension de la gamme de services en externalisation et infogérance.
- 2005 Avec l’acquisition de la société Freeformation GmbH, Trèves (Document Automation), Seeburger complète son offre dans le domaine des passerelles et du traitement des processus.
- 2006 SSeeburger améliore et étend son portefeuille dans les domaines SCM/RFID et PDM/PLM. Seeburger se positionne pour la première fois en leader dans le Rapport du « Gartner Magic Quadrant » pour les fournisseurs de passerelles B2B.
- 2008 Gartner confirme à nouveau l'importance du Serveur Business Integration dans le quadrant des « leaders » dans le domaine des fournisseurs de passerelles B2B. Le nombre d’adaptateurs Seeburger certifiés SAP s’étend à 28 : 14 adaptateurs EDI reçoivent la certification pour une utilisation avec SAP NetWeaver PI ; 14 autres sont à nouveau certifiés pour une utilisation avec SAP NetWeaver XI.
- 2010 Seeburger étend son offre stratégique de produits et présente, avec la Suite Business Integration (BIS), une plateforme d’intégration complète de nouvelle génération pour l’intégration des partenaires commerciaux, allant de l’échange de données pur via des solutions EDI/B2B et MFT aux processus intégrés et à la surveillance dans SAP. Des analystes renommés confirment le rôle de leader qu’a pris Seeburger sur son secteur : Seeburger est considéré comme le leader des solutions d’intégration complètes par l’entreprise d’analyse de marché indépendante Forrester dans son CIS-Report et est qualifié de visionnaire dans le Gartner Magic Quadrant en termes de projets d’intégration d’applications de systèmes. Seeburger poursuit son expansion internationale et ouvre une filiale en Belgique et des représentations à Moscou, en République Tchèque, et en Turquie.

## Produits
Les solutions EDI de Seeburger peuvent aussi bien être installées directement chez les utilisateurs qu’être exploitées en tant que Service hébergé dans le centre de données SEEBURGER ou – sur demande – être utilisées comme Service Cloud. Des formes mixtes, comme les  Services à Distance sont également possibles sans problème.
Seeburger propose une Suite de Business Integration (BIS) complète qui sert de plateforme centrale et d’échange de données pour tous les processus commerciaux avec des partenaires externes. La solution prend en charge toutes les passerelles telles que EDI, papier, fax, web vers les partenaires commerciaux, convertit les données dans les formats nécessaires, pilote les processus à accomplir en fonction de règles configurables, couple tous les principaux systèmes ERP et surveille les processus. En outre, pour les utilisateurs de SAP, des solutions permettant la mise en œuvre « d’utilisations optimisées » sont mises à disposition pour le déroulement des cycles de Commande/Encaissement (Order-to-Cash) et d’Achat/Règlement (Purchase-to-Pay). Pour les industries et pour les fournisseurs d’énergie, des solutions de surveillance spéciales sont proposées dans SAP. Les données non structurées et sensibles de toute sorte peuvent également être transmises de manière sûre et traçable via la Suite de Business Intégration BIS, sachant qu’ici des exigences de « Gouvernances » et de conformité IT sont couvertes.